# ریو (شخصیت خانه کاغذی)
آنیبال کورتس (ریو) یک هکر جوان که عاشق توکیو می‌شود و در هر ۵ فصل فیلم همراه با تیم به سرقت می‌پردازد. او یک شخصیت داستانی در مجموعهٔ خانه کاغذی است که توسط میگل اران به تصویر کشیده شده است. او شخصیتی احساسی، مثبت و ترسیده دارد در حدی که به سختی می‌تواند آدمی را بکشد.
در فصل ۳ او توسط پلیس‌ها دستگیر می‌شود و سرقت دوم این گروه (خزانه ملی اسپانیا) برای آزاد کردن ریو اتفاق می‌افتد. پروفسور تصمیم داشت نقشهٔ برادرش را عملی کند و دستگیر شدن ریو بهانهٔ خوبی برای پروفسور بود.